# Hallormsstaðaskógur
A Hallormsstaðaskógur Izland legnagyobb erdeje az ország keleti részében, Egilsstaðir településtől 25 kilométerre délre, a Lagarfljót tó keleti partján és az országot övező 1. számú főútvonaltól (Hringvegur)  nyugatra. Nevét a közelben lévő Hallormsstaður gazdaságról kapta. Ez Izland legnagyobb eredeti erdősült területe, és mutatja, hogy milyen látványt nyújthatott az ország az első telepesek számára. 1905 óta természetvédelmi terület.
Az erdőség teljes területe mintegy 2300 hektár, ebből a védett – a juhok elleni védelem céljából bekerített – rész 740 hektár. Ez utóbbinak a fele, 370 hektár az eredeti növényzet. 177 hektáron az Izlandi Erdészeti Szolgálat külföldről behozott fafajokkal kísérletezik.

## Története
1899-ben fogadta el az Alþingi az első erdővédelmi törvényt, ami a Hallormsstaður gazdaság körüli, még eredeti, természetes állapotban megmaradt nyírfaerdők megőrzésére irányult. 1903-ban a területen faiskolákat hoztak létre, ahol külföldről behozott, hidegtűrő fajokkal kezdtek kísérletezni. Fontos lépés volt a természetes erdő bekerítése az 1905-1908 közötti években, hogy megvédjék az országban mindenütt szabadon legelő juhok elől a fákat. Ezt a kerítést tovább bővítették 1927-ben, majd 1957-ben. 
Az eredeti faállomány legnagyobb része nyír, mégpedig főleg a molyhos nyír. A nyírfák átlagosan 8 méteres magasságot érnek el, az idősebb, 150-160 éves fák között 12 méteresek is vannak. A szigorúan védett területen kívül kísérleteznek a behozott fajtákkal, mint a szibériai vörösfenyő, és egy sor más kanadai és oroszországi fenyőfélével és lombhullató fával. 1995-ben itt érte el először egy fa, egy nyárfaféle, a 20 méteres magasságot Izlandon. 
Az itteni erdőgazdaság fontos feladata a szaporítóanyag készítése a legjobban bevált fajtákból a sziget más területei számára.

## Üdülőövezet
Az erdő a szigorúan védett részen kívül rekreációs lehetőségeket is nyújt a túrázók, kempingezők számára. Az erdő ritkasága miatt sok bel- és külföldi látogatót vonz. Minden nyáron fesztivált is rendeznek.

## Fordítás
- Ez a szócikk részben vagy egészben a Hallormsstaðaskógur című belarusz Wikipédia-szócikk ezen változatának fordításán alapul.  Az eredeti cikk szerkesztőit annak laptörténete sorolja fel. Ez a jelzés csupán a megfogalmazás eredetét és a szerzői jogokat jelzi, nem szolgál a cikkben szereplő információk forrásmegjelöléseként.